# Мост Глен-Каньон
Мост Глен-Каньон (англ. Glen Canyon Bridge или Glen Canyon Dam Bridge) — мост через реку Колорадо, расположенный у плотины Глен-Каньон и водохранилища Пауэлл, недалеко от города Пейдж (штат Аризона, США).

## Конструкция
Мост Глен-Каньон — арочного типа, состоит из одной стальной арки. Общая длина моста — 387 м, протяжённость арочного пролёта — 313 м. Ширина моста — 11,6 м, включая две пешеходные дорожки по 1,2 м. Высота моста над рекой — 213 м. Поверхность моста представляет из себя железобетонную плиту толщиной 15 см. В конструкции моста содержится 3920 тонн арматурной стали.
После завершения строительства (в 1959 году) этот мост был самым высоким арочным мостом в мире, а также вторым по длине среди мостов такого типа в США.

## История
На стадии проектирования, а также на начальной стадии строительства мост именовался Colorado River Bridge, но в 1959 году он был переименован в Glen Canyon Bridge, так как это название более конкретно отражало географическое расположение моста.
Решение о строительстве плотины Глен-Каньон на реке Колорадо было одобрено Конгрессом США в апреле 1956 года. Рядом с плотиной предполагалось сооружение автомобильного моста. Кроме этого, должны были быть построены дороги, подходящие к этому мосту и плотине с юга (от города Флагстафф, штат Аризона) и с севера (от города Канаб, штат Юта).  
18 декабря 1956 года Бюро по освоению земель США объявило тендер на строительство моста, а уже 1 января 1957 года подряд был выдан компаниям Peter Kiewit Sons и Judson Pacific Murphy Co., которые впоследствии образовали совместное предприятие Kiewit-Judson Murphy. Строительство моста Глен-Каньон началось 14 февраля 1957 года. 
Детали моста производились на заводе Judson Pacific Murphy Co. в Эмеривилле (штат Калифорния). После этого части соединялись друг с другом и, если необходимо, производилась подгонка. Затем они опять разъединялись и транспортировались на место строительства моста. Кроме этого, для возможности перехода с одного берега каньона на другой был построен временный висячий пешеходный мост, поддерживаемый стальными канатами.
Во время строительства было обнаружено, что западная стена каньона недостаточно прочна для поддержки моста. Для решения этой проблемы пришлось удалить около 10 000 кубометров породы и забетонировать освободившийся объём. 
Соединение частей моста, строившихся с западного и восточного берегов, произошло 14 августа 1957 года. Мост Глен-Каньон был торжественно открыт 20 февраля 1959 года, чуть больше чем через два года после начала строительства.